# 伊参村
伊参村（いさまむら）は、群馬県の北西部、吾妻郡に属していた村。

## 地理
- 河川：赤坂川、蟻川

## 歴史
- 1889年（明治22年）4月1日 町村制施行により、五反田村、岩本村、蟻川村、大道新田が合併し吾妻郡伊参村が成立する。
- 1955年（昭和30年）4月15日 中之条町、沢田村、名久田村と合併し中之条町となる。

## 交通

### 道路
- 群馬県道53号中之条湯河原線（大道峠）
- 群馬県道231号大道横尾線

## 名所・旧跡・観光スポット・祭事・催事

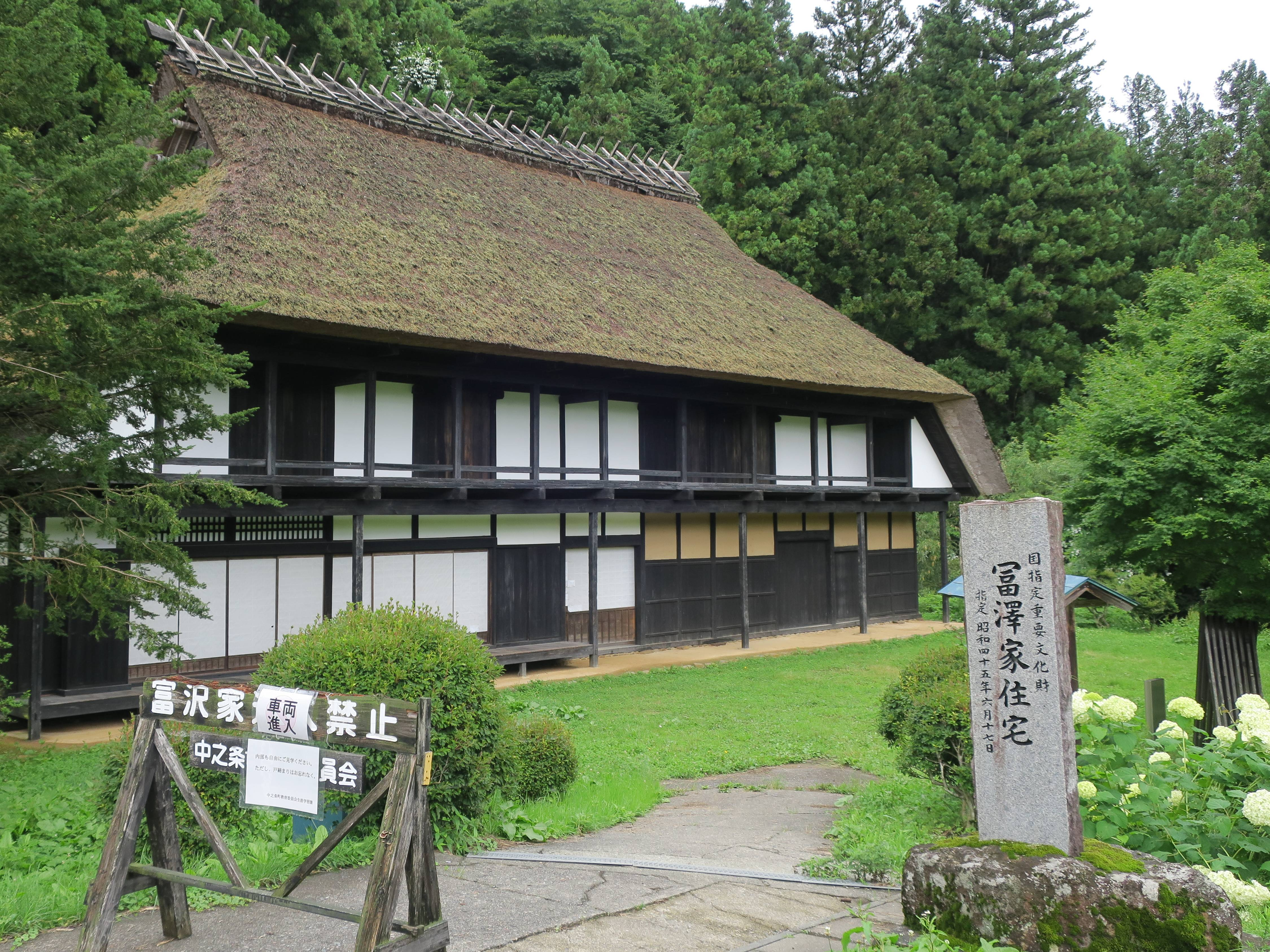
富沢家住宅（冨澤家住宅）